# 時の少女
『時の少女』（ときのしょうじょ）は、1981年11月21日に発売された谷山浩子の7作目のアルバム。
1991年5月21日にCDとして再発売された。

## 概要
このアルバムを制作する直前に橋本一子と出会い、企画・編曲を彼女へ委ねた。この時、谷山は『鏡の中のあなたへ』の頃から続いていたスランプを脱出した。ジャケットのイラストはアタゴオルで有名なますむらひろしが担当した。
最後の2トラックに作詞者不詳の曲が含まれているせいか、キャニオン・レコード（現・ポニーキャニオン）からリリースされたLPの中で、最もCD化が遅れた作品でもある。

## 収録曲
1. 時の少女
2. 街
3. 静かに
4. ROLLING DOWN
5. ジャンク
6. ポンピイ・クラウンの片想い
7. 真夜中の太陽
8. てんぷら☆さんらいず（アルバムバージョン）
9. ガラスの子馬
10. 果物屋のテーマ
11. マイケルという名のパン屋さん

- 作曲：谷山浩子（全曲）
- 作詞：谷山浩子（1～9）、作詞者不詳（10,11）
- 編曲・企画：橋本一子（全曲）
- プロデューサー：谷山浩子、奥島吉雄
- ディレクター：本郷敏夫、長岡和弘